# Президент Руанди
Президент Руанди — голова держави в Руанді, який обирається всенародно на 7-річний термін, керує країною і призначає очільника уряду. Посада вперше з'явилася після повалення останнього короля в 1961, коли Руанда стала республікою в складі бельгійської підопічної території Руанда-Урунді, а з 1962 — незалежною державою.

## Список президентів Руанди
- Ґреґуар Каїбанда (1962—1973)
- Жувеналь Габ'ярімана (1973—1994)
- Теодор Сіндікубвабо (1994)
- Пастер Бізімунгу (1994—2000)
- Поль Кагаме (2000 — нині)